# 青垣町
青垣町（あおがきちょう）は、かつて兵庫県の中東部にあった町。旧氷上郡。
2004年（平成16年）11月1日に氷上郡6町が合併して丹波市が誕生したことにより消滅し、丹波市青垣町となった。

## 地理
丹波国西端を占め、播磨国・但馬国と接する。前者へは国道427号が播州峠を、後者へは国道427号及び国道483号が遠阪峠を隔てて結んでいる。加古川水系の最北端に位置している。
また子午線（東経135度）上に位置し、北緯35度15分線も通過する。
- 山: 栗鹿山 (962m)、三国岳 (855.2m)、岩屋山 (718m)
- 河川: 加古川（佐治川）

### 隣接していた自治体
北は京都府福知山市・天田郡夜久野町、東は市島町、南は氷上町・加美町、西は生野町・山東町と隣接していた。

## 歴史

### 町名の由来
周囲を青い山が垣のように取り囲む様子から。あるいは島根県の安来市あたりからの移住者がかつて多かったので、その地に伝わる青垣山の説話から取ったという説もある。

### 沿革
- 1955年（昭和30年）4月1日 - 佐治町・芦田村・神楽村・遠阪村が合併して発足。
- 2004年（平成16年）11月1日 - 柏原町・氷上町・春日町・山南町・市島町と合併して丹波市が発足。同日青垣町廃止。

## 行政
- 町長：武田信一

## 地域

### 教育
- 丹波市立芦田小学校
- 丹波市立佐治小学校
- 丹波市立神楽小学校
- 丹波市立遠阪小学校
- 丹波市立青垣中学校
- 兵庫県立氷上西高等学校

## 交通

### バス
JR福知山線柏原駅・石生駅よりバス便。

### 道路
自治体の廃止後に北近畿豊岡自動車道が開通し、青垣インターチェンジが設置された。
- 国道
  - 国道427号
  - 国道429号
  - 国道483号
- 都道府県道
  - 兵庫県道7号青垣柏原線
  - 兵庫県道109号福知山山南線
  - 兵庫県道276号檜倉山東線

## 名所・旧跡・観光スポット・祭事・催事
- パラグライダー･スクール
- 高源寺（三丹随一の紅葉）
- 丹波布伝承館（道の駅あおがき）

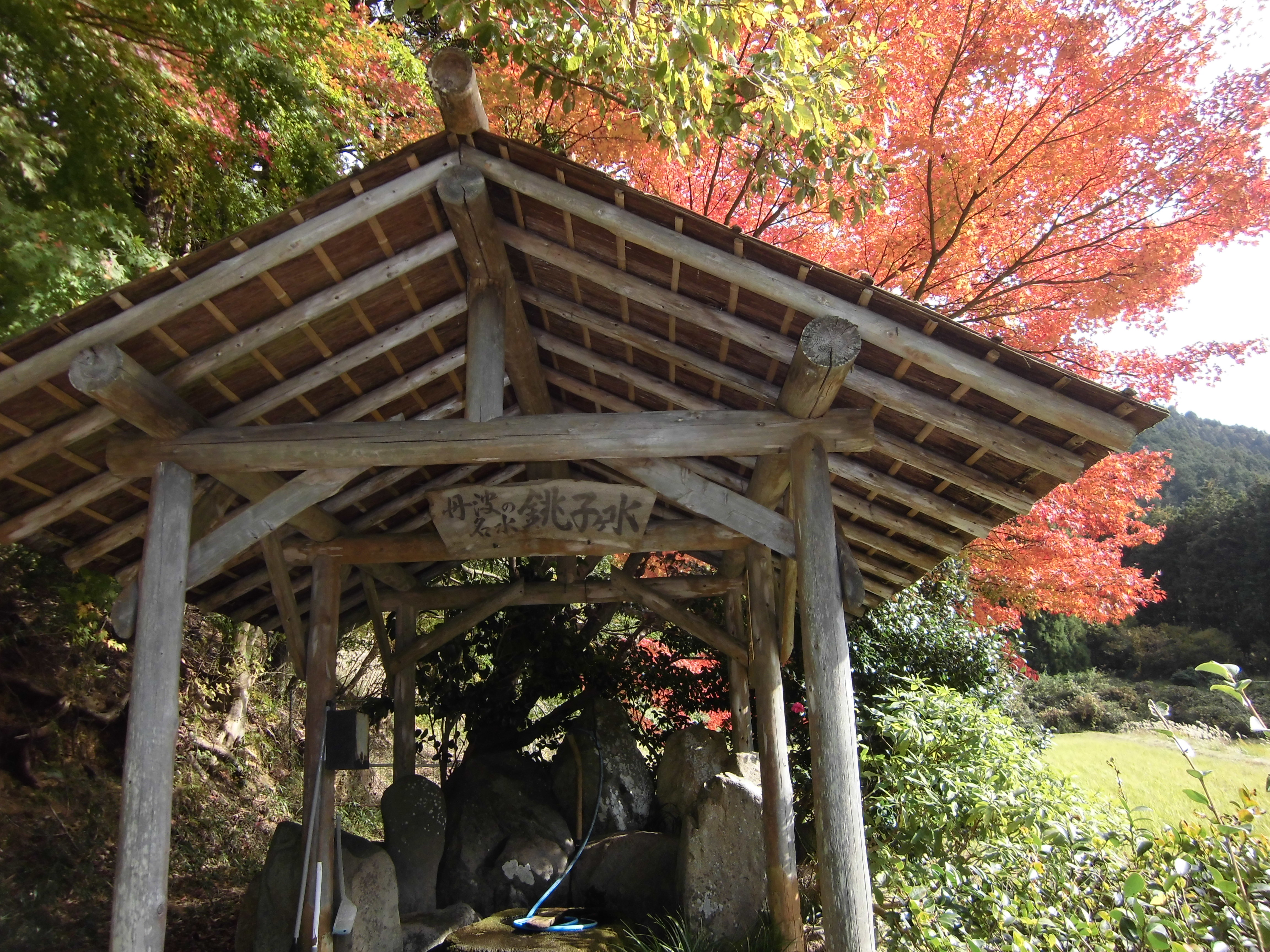
銚子ケ水（青垣町稲土）

- 丹波市立ゆり山スカイパーク「もみじの里・青垣」（旧・わらびの里あおがき）
- いきものふれあいの里
- 丹波少年自然の家（2024年3月末で閉鎖、新施設に再整備）[1]
- 銚子ケ水

## 出身有名人
- 秋山徳三郎（陸軍中将。陸軍燃料本部長。陸軍築城本部長）
- 足立良平（元民主党参議院議員）
- 足立光宏（プロ野球選手）
- 大西瀧治郎（海軍中将）
- 佐々木恭介（元近鉄バファローズ監督）
- 細見綾子（俳人）